# 25 janvier en sport
25 décembre 25 février
Chronologies thématiques
- Croisades
- Ferroviaires
- Disney

Le 25 janvier (25e jour de l'année) en sport.

## Événements

### XIXesiècle
- 1890
  - (Athlétisme) : Pierre de Coubertin fait paraître la première revue française sur l'athlétisme : La Revue athlétique (mensuelle).
  - (Football) : en Espagne, fondation du Séville FC jouant en Liga, qui est le deuxième club le plus ancien d'Espagne.

### XXesièclede1901à1950
- 1924
  - (Jeux olympiques) : ouverture des Jeux olympiques d'hiver à Chamonix (France).

### XXesièclede1951à2000
- 1976
  - (Formule 1) : Grand Prix automobile du Brésil.
- 1980
  - (Rallye automobile) : arrivée du Rallye de Monte-Carlo.
- 1985
  - (Équipement sportif) : inauguration à Monaco du Stade Louis-II.

### XXIesiècle
- 2007 :
  - (Tennis /Tournoi du Grand Chelem) : le N° 1 mondial, le Suisse Roger Federer, au sommet de son art, se qualifie pour la finale de l'Open d'Australie en écrasant, dans la première demi-finale, l'Américain Andy Roddick en trois sets (6-4, 6-0, 6-2). Il disputera sa onzième finale dans un tournoi du Grand Chelem, égalant ainsi les performances passées de John McEnroe, Mats Wilander et Stefan Edberg.
- 2014 :
  - (Tennis /Tournoi du Grand Chelem) : la Chinoise Li Na, tête de série N.4, remporte le deuxième titre du Grand Chelem de sa carrière, en battant la Slovaque Dominika Cibulkova (N.20) en deux sets 7-6 (7/3), 6-0 en finale de l'Open d'Australie à Melbourne.
- 2015
  - (Compétition automobile /Rallye) : arrivée du 83e Rallye de Monte-Carlo et victoire du Français Sébastien Ogier et de son copilote Julien Ingrassia dans la 1re manche du Championnat du monde des rallyes 2015.

## Naissances

### XIXesiècle
- 1854 :
  - Segar Bastard, footballeur puis arbitre anglais. (1 sélection en équipe d'Angleterre). († 20 mars 1921).
- 1886 :
  - Jeanne Matthey, joueuse de tennis française. Victorieuse des tournois de Roland Garros 1909, 1910, 1911 et 1912. († 24 novembre 1980).
  - Willie Smith, joueur de snooker anglais. († 2 juin 1982).

### XXesièclede1901à1950
- 1906 :
  - Toni Ulmen, pilote de courses automobile allemand. († 4 novembre 1976).
- 1910 :
  - Henri Louveau, pilote de courses automobile français. († 7 janvier 1991).
- 1917 :
  - Carlos Enrique Díaz Sáenz Valiente, tireur sportif et pilote de courses automobile argentin. Médaillé d'argent du pistolet feu rapide à 25 m aux jeux de Londres 1948. Champion du monde de tir du pistolet feu rapide à 25 m 1947. († 14 février 1956).
- 1921 :
  - Josef Holeček, céiste tchécoslovaque puis tchèque. Champion olympique du 1 000 mètres aux Jeux de Londres 1948 et aux Jeux d'Helsinki 1952. Champion du monde de canoë-kayak en C-1 1000 m 1950. († 20 février 2005).
- 1924 :
  - Hussein Mehmedov, lutteur de libre bulgare. Médaillé d'argent des +87 kg aux Jeux de Melbourne 1956. († 9 mars 2014).
- 1926 :
  - Dick McGuire, basketteur puis entraîneur américain. († 3 février 2010).
- 1927 :
  - Fernie Flaman, hockeyeur sur glace canadien. († 22 juin 2012).
- 1928 :
  - Cor van der Hart, footballeur puis entraîneur néerlandais. (44 sélections en équipe des Pays-Bas). († 12 décembre 2010).
- 1930 :
  - Heinz Schiller, pilote de courses automobile suisse. († 26 mars 2007).
- 1934 :
  - Jacques Bayardon, joueur de rugby à XV français. (3 sélections en équipe de France). († 7 septembre 1999).
- 1935 :
  - Werner Schley, footballeur suisse. (3 sélections en équipe de Suisse). († 30 mai 2007).
- 1936 :
  - Günter Klass, pilote de courses automobile d'endurance et de rallyes allemand. († 22 juillet 1967).
- 1942 :
  - Eusébio, footballeur portugais. Vainqueur de la Coupe des clubs champions 1961 et 1962. (64 sélections en équipe du Portugal). († 5 janvier 2014).
  - Carl Eller, joueur de foot U.S. américain.
- 1945 :
  - Walt Wesley, joueur de basket-ball américain. († 28 mars 2024).
- 1947 :
  - Ángel Nieto, pilote de vitesse moto espagnol. Champion du monde de vitesse moto 50 cm3 1969, 1970, 1972, 1975 et 1977. Champion du monde de vitesse moto 125 cm3 1971, 1972, 1979, 1981 et 1984. (90 victoires en Grand Prix). († 3 août 2017).
  - Tostão, footballeur brésilien. Champion du monde de football 1970. (54 sélections en équipe du Brésil).
- 1948 :
  - Claude Mailhot, présentateur, commentateur de sport et consultant TV canadien.
- 1949 :
  - Heidi Eisterlehner, joueuse de tennis est-allemande puis allemande.

### XXesièclede1951à2000
- 1951 :
  - Steve Prefontaine, athlète de fond et demi-fond américain. († 30 mai 1975).
  - Hans-Jürgen Dörner, footballeur et entraîneur de football allemand († 19 janvier 2022).
- 1954 :
  - Ricardo Bochini, footballeur argentin. Champion du monde de football 1986. Vainqueur de la Copa Libertadores 1973, 1974, 1975 et 1984. (28 sélections en équipe d'Argentine).
- 1956 :
  - Johnny Cecotto, pilote de moto et d'automobile vénézuélien. Champion du monde de vitesse moto 350 cm3 1975. (4 victoires en Grand Prix).
  - Piergiuseppe Perazzini, pilote de courses automobile italien.
- 1958 :
  - Antonio López Nieto, arbitre de football espagnol.
- 1962 :
  - Chris Chelios, hockeyeur sur glace sur glace américain. Médaillé d'argent aux Jeux de Salt Lake City 2002.
  - Georges Grün, footballeur belge. Vainqueur de la Coupe UEFA 1983 et de la Coupe d'Europe des vainqueurs de coupe 1993. (77 sélections en équipe de Belgique).
  - Bruno Martini, footballeur puis entraîneur français. (31 sélections en équipe de France). († 20 octobre 2020).
- 1963 :
  - Per Johansson, nageur suédois. Médaillé de bronze du 100 m nage libre aux Jeux de Moscou 1980 et médaillé de bronze du 100 m et du 4 × 100 m nage libre aux Jeux de Los Angeles 1984. Champion d'Europe du 100 m nage libre 1981 et 1983.
- 1965 :
  - Esa Tikkanen, hockeyeur sur glace finlandais. Médaillé de bronze aux Jeux de Nagano 1998.
- 1967 :
  - Mario Brunetta, hockeyeur sur glace italo-canadien.
  - David Ginola, footballeur puis consultant TV français. (17 sélections en équipe de France).
  - Randy McKay, hockeyeur sur glace canadien.
  - Nicole Uphoff, cavalière de dressage allemande. Championne olympique en individuelle et par équipes aux Jeux de Séoul 1988 puis aux Jeux de Barcelone 1992. championne du monde en individuelle et par équipes 1990 puis par équipes 1994. Championne d'Europe de dressage en individuelle et par équipes 1989, par équipes 1991, en individuelle et par équipes 1993 puis par équipes 1995.
- 1969 :
  - Richard Petruška, basketteur tchécoslovaque puis slovaque. (3 sélections avec l'équipe de Tchécoslovaquie et 18 avec celle de Slovaquie).
- 1971 :
  - Luca Badoer, pilote de F1 italien.
- 1972 :
  - Silke Rottenberg, footballeuse allemande. Médaillée de bronze aux Jeux de Sydney 2000 et aux Jeux d'Athènes 2004. Championne du monde de football 2003 et 2007. Championne d'Europe de football 1997, 2001 et 2005. (126 sélections en équipe d'Allemagne).
- 1975 :
  - Tim Montgomery, athlète de sprint américain. Médaillé d'argent du relais 4 × 100 m aux Jeux d'Atlanta 1996 et champion olympique du relais 4 × 100 m aux Jeux de Sydney 2000. Champion du monde d'athlétisme du relais 4 × 100 m 1999.
- 1977 :
  - Lidia Chojecka, athlète de demi-fond polonaise.
  - Frédéric François, skieur alpin handisport français. Médaillé de bronze du super-G assis aux Jeux de Pyeongchang 2018.
- 1978 :
  - Denis Menchov, cycliste sur route russe. Vainqueur du Tour d'Espagne 2007 et du Tour d'Italie 2009.
  - Charlène Wittstock, nageuse sudo-africaine-monégasque.
- 1979 :
  - Hongyan Pi, joueuse de badminton française. Médaillée de bronze en simple aux championnats du monde de badminton 2009.
- 1980 :
  - Filip Dylewicz, basketteur polonais. (34 sélections en équipe de Pologne).
  - Christian Olsson, athlète de sauts suédois. Champion olympique du triple saut aux Jeux d'Athènes 2004. Champion du monde d'athlétisme du triple saut 2003. Champion d'Europe d'athlétisme du triple saut 2002 et 2006.
  - Grégory Pujol, footballeur français.
  - Xavi, footballeur espagnol. Médaillé d'argent aux Jeux de Sydney 2000. Champion du monde football 2010. Champion d'Europe de football 2008 et 2012. Vainqueur des Ligue des champions 2006, 2009, 2011 et 2015. (133 sélections en équipe d'Espagne).
- 1983 :
  - Josh Powell, basketteur américain.
- 1984 :
  - Robinho, footballeur brésilien. Vainqueur de la Copa América 2007. (102 sélections en équipe du Brésil).
- 1985 :
  - Kemal Koyuncu, athlète de demi-fond turc.
  - Acie Law, basketteur américain.
  - Marie Le Nepvou, rameuse française. Championne du monde d'aviron du quatre de pointe 2004.
  - Jeremiah Wood, basketteur américain.
- 1987 :
  - Maria Kirilenko, joueuse de tennis russe. Médaillée de bronze du double aux Jeux de Londres 2012.
- 1988 :
  - Da'Sean Butler, basketteur américain.
  - Kirill Denisov, judoka russe. Champion d'Europe de judo des +90kg 2013 et 2015.
  - Johan Gastien, footballeur français.
  - Tatiana Golovin, joueuse de tennis puis consultante TV française.
- 1989 :
  - Robin Benzing, basketteur allemand. (140 sélections en équipe d'Allemagne).
  - Svenja Huth, footballeuse allemande. Championne olympique aux Jeux de Rio 2016. Championne d'Europe féminin de football 2013. Victorieuse de la Coupe féminine de l'UEFA 2008 et de la Ligue des champions 2015. (78 sélections en équipe d'Allemagne).
  - Anton Shoutvin, basketteur israélien.
- 1990 :
  - Tom Boon, hockeyeur sur gazon belge. Médaillé d'argent aux Jeux de Rio 2016 puis champion olympique aux Jeux de Tokyo 2020. Champion du monde de hockey sur gazon 2018. Champion d'Europe de hockey sur gazon masculin 2019. (304 sélections en équipe de Belgique).
  - Marco Koch, nageur allemand. Champion du monde de natation du 200 m brasse 2015. Champion d'Europe de natation du 200 m brasse 2014.
- 1991 :
  - Sergey Karyakin, pilote de rallye-raid en quad russe.
- 1992 :
  - Ivana Rudelić footballeuse croate. (37 sélections en équipe de Croatie).
- 1993 :
  - Amel Majri, footballeuse française. Victorieuse des Ligue des champions féminine 2012, 2016, 2017, 2018, 2019 et 2022. (70 sélections en équipe de France).
  - Kruize Pinkins, basketteur américain.
- 1996 :
  - Adama Traoré, footballeur hispano-malien. (8 sélections avec l'équipe d'Espagne).
- 2000 :
  - Remco Evenepoel, cycliste sur route belge. Champion du monde de cyclisme sur route de la course en ligne 2022 et du contre-la-montre 2023. Vainqueur des Tours de Belgique 2019 et 2021, du Tour de Pologne 2020, du Tour du Danemark 2021, du Tour de Norvège 2022, du Tour d'Espagne 2022, du Tour des Émirats arabes unis 2023 puis des Liège-Bastogne-Liège 2022 et Liège-Bastogne-Liège 2023.
  - Marie Le Net, cycliste sur route française.
  - Rhuan da Silveira Castro, footballeur brésilien.

### XXIesiècle
- 2001 :
  - Simon Asta, footballeur allemand.
  - Terry Yegbe, footballeur ghanéen.
- 2002 :
  - Sofia Bouftini, footballeuse marocaine. (13 sélections en équipe du Maroc).
- 2005 :
  - Valdemar Byskov, footballeur danois.

## Décès

### XXesièclede1901à1950
- 1907 :
  - René Pottier, 27 ans, cycliste sur route français. Vainqueur du Tour de France 1906. (° 5 juin 1879).
- 1916 :
  - Sandy McMahon, 45 ans, footballeur écossais. (6 sélections en équipe d'Écosse). (° 16 octobre 1870).

### XXesièclede1951à2000
- 1955 :
  - Charles Deruyter, 64 ans, cycliste sur route belge. Vainqueur du Circuit des Champs de Bataille. (° 27 janvier 1890).
  - Arthur Duffey, 75 ans, athlète de sprint américain. (° 14 juin 1879).
- 1988 :
  - Boris Koulaguine, 63 ans, hockeyeur sur glace puis entraineur soviétique. Entraîneur de l'équipe nationale championne olympique aux Jeux d'Innsbruck 1976 et celui des équipes championne du monde de hockey sur glace 1973, 1974 et 1975. (° 31 décembre 1908).
- 1990 :
  - Georges Mantha, 81 ans, hockeyeur sur glace canadien. (° 29 novembre 1908).

### XXIesiècle
- 2004 :
  - Fanny Blankers-Koen, 85 ans, athlète de sprint et de haies néerlandaise. Championne olympique du 100 m, 200 m, 80 m haies et du relais 4 × 100 m aux Jeux de Londres 1948. Championne d'Europe d'athlétisme du 80 m haies et du relais 4 × 100 m 1946 puis championne d'Europe d'athlétisme du 100 m, 200 m et 80 m haies 1950. (° 26 avril 1918).
  - Miklos Fehér, 24 ans, footballeur hongrois. (25 sélections en équipe de Hongrie). (° 20 juillet 1979).
- 2011 :
  - Bill Holden, 82 ans, footballeur anglais. (° 1er avril 1928).
  - Arto Javanainen, 51 ans, hockeyeur sur glace finlandais. (° 8 avril 1959).